# Conferência dos Bispos Latinos das Regiões Árabes
A Conferência dos Bispos Latinos das Regiões Árabes (em francês:  Conférence des evêques latins dans les régions arabes – CELRA, e em inglês:  Conference of the Latin Bishops of the Arab Regions), é um organismo da Igreja Católica que reúne os episcopados de rito latino pertencentes aos países árabes do Oriente Médio e da África Oriental.

## História
A Conferência dos Bispos Latinos das Regiões Árabes foi criada em 1967 pela Congregação para a Evangelização dos Povos, e seus estatutos foram confirmados em 1989.

## Membros e organismos
Fazem parte do organismo os bispos titulares, os eméritos, os coadjutores e os auxiliares das seguintes circunscrições eclesiásticas:
| Circunscrição                               | País(es)                                  |
| ------------------------------------------- | ----------------------------------------- |
| Patriarcado Latino de Jerusalém             | Israel · Chipre · Jordânia · Palestina    |
| Arquidiocese de Bagdá                       | Iraque                                    |
| Diocese do Djibuti                          | Djibuti                                   |
| Diocese de Mogadíscio                       | Somália                                   |
| Vicariato Apostólico de Beirute             | Líbano                                    |
| Vicariato Apostólico de Alexandria do Egito | Egito                                     |
| Vicariato Apostólico de Alepo               | Síria                                     |
| Vicariato Apostólico da Arábia Meridional   | Emirados Árabes Unidos · Iêmen · Omã      |
| Vicariato Apostólico da Arábia Setentrional | Arábia Saudita · Bahrein · Catar · Kuwait |

## Presidentes
De acordo com o estatuto, o direito à presidência é do patriarca latino de Jerusalém.
- Patriarca Alberto Gori (1965 – 25 de novembro de 1970)
- Patriarca Giacomo Giuseppe Beltritti (25 de novembro de 1970 – 11 de dezembro de 1987)
- Patriarca Michel Sabbah (11 de dezembro de 1987 - 21 de junho de 2008)
- Patriarca Fouad Twal (21 de junho de 2008 – 24 de junho de 2016)
- Arcebispo Giuseppe Lazzarotto (julho de 2016 – 13 de fevereiro de 2017)